# Dromaeosauridae

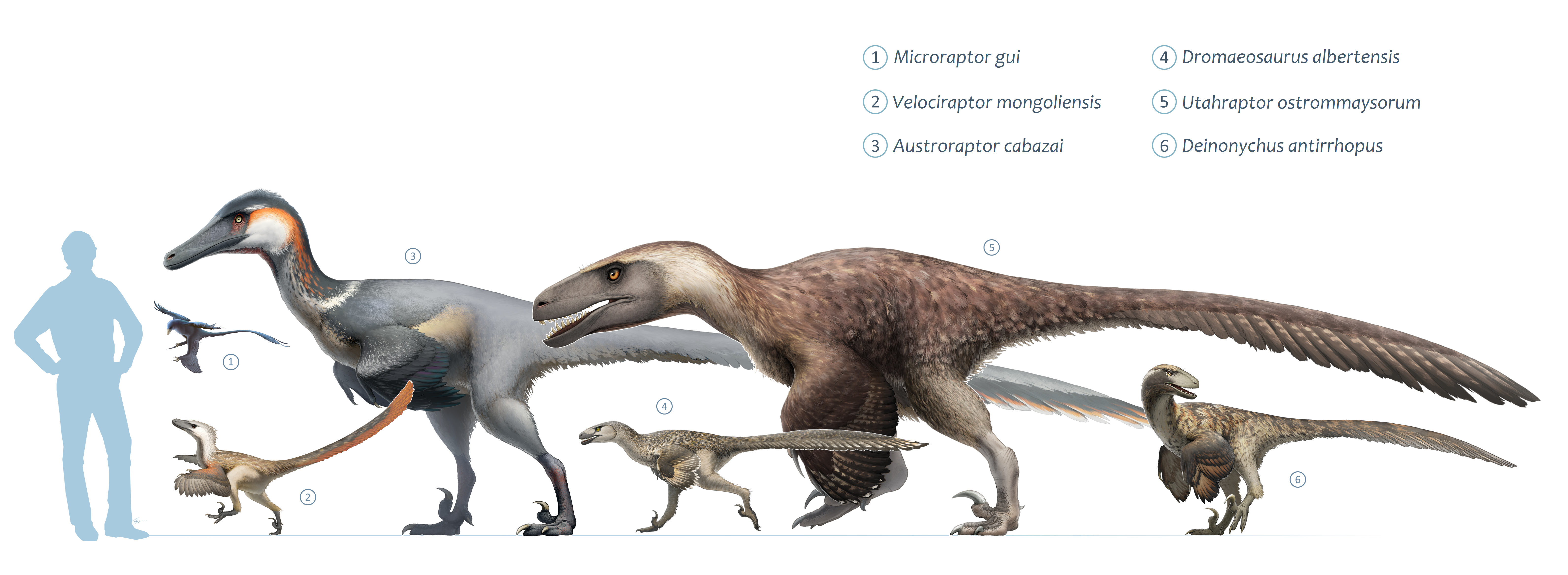
Comparação entre diferentes dromeossaurídeos

Dromaeosauridae é uma família de dinossauros terópodes celurossauros que viveram durante o período Cretáceo (há entre 130 e 66 milhões de anos), e os seus fósseis foram encontrados na América e Eurásia.
Os dromeossaurídeos possuíam os olhos nas laterais da cabeça, o que lhes dava um amplo ângulo de visão. Suas garras curvadas em forma de foice eram grandes e, por caçarem em bandos, podiam abater presas bem maiores do que eles próprios, também eram caracterizados por possuírem penas e por serem dotados de imensa inteligência. Alguns exemplos de dromeossaurídeos são o Utahraptor, Velociraptor e Deinonychus. Vários deles viveram na América do Norte como o utahraptor, ou na Mongólia como o velociraptor. Os dromeossaurídeos têm um lugar especial na cultura pop por terem aparecido em vários filmes, por exemplo na franquia Jurassic Park.
Junto com os Troodontidae, são dos dinossauros mais próximos as aves atuais.

## Classificação
Dromaeosauridae é uma família de dinossauros terópodes, isso significa que é relacionada a outros grupos de dinossauros carnívoros, como os megalossauróideos, alossauróideos e ceratossauros. Os dromeossaurídeos estão no grupo dos Celurossauros, o mais derivado dos terópodes. O clado Coelurosauria também inclui Tyrannosauroidea, Ornithomimosauria, Alvarezsauroidea, Therizinosauria, Oviraptorosauria, Troodontidae e Avialae. Esses últimos dois grupos são os mais próximos cladísticamente dos Dromaeosauridae.

### Lista de gêneros:[4]
- Dromaeosauridae
  - Shanag
  - Unenlagiinia
    - Halszkaraptorinae
      - Halszkzaraptor
      - Mahakala
      - Hulsanpes

    - Unenlagiinae
      - Ypupiara
      - Austroraptor
      - Unenlagia
      - Neuquenraptor
      - Buitreraptor

  - Microraptoria
    - Changyuraptor
    - Graciliraptor
    - Hesperonychus
    - Microraptor
    - Sinornithosaurus

  - Eudromaeosauria
    - Zhenyuanlong
    - Tianyuraptor
    - Bambiraptor?
    - Saurornitholestinae?
      - Atrociraptor
      - Saurornitholestes
      - Bambiraptor?
      - Deinonychus?

    - Dromaeosaurinae
      - Achillobator
      - Utahraptor
      - Dromaeosaurus
      - Yurgovuchia
      - Dromaeosauroides?
      - Itemirus?
      - Zapsalis?
      - Dakotaraptor?
      - Deinonychus?

    - Velociraptorinae
      - Boreonykus
      - Dineobellator
      - Kuru
      - Linheraptor
      - Tsaagan
      - Velociraptor
      - Shri
      - Kansaignathus
      - Lunchuanraptor
      - Adasaurus?
      - Acheroraptor?